# Olympiade d'échecs de 1966
L'Olympiade d'échecs de 1966 est une compétition mondiale par équipes et par pays organisée par la FIDE. Les pays s'affrontent sur 4 échiquiers. Chaque équipe peut présenter 6 joueurs (4 titulaires et 2 suppléants).
Cette 17e Olympiade s'est déroulée du 23 octobre au 20 novembre 1966 à La Havane à Cuba.
Les points ne sont pas attribués au regard des résultats des matches inter-nations, mais en fonction des résultats individuels sur chaque échiquier (un point par partie gagnée, un demi-point pour une nulle, zéro point pour une défaite).

## Tournoi masculin

### Contexte
Cette olympiade réunit 52 nations. 
La compétition se déroule sur deux tours. Les équipes sont réparties en 7 groupes éliminatoires, les deux premiers de chaque groupe se disputant la finale A, les deux suivants la finale B, etc. jusqu'à 4 poules finales.
L'Allemagne de l'Ouest, 3e à Tel Aviv, boycotte la compétition, alors que les États-Unis n'hésitent pas à envoyer une équipe deux ans après la crise des missiles de Cuba.

### Résultats
| Classement final |                  |      |
| 1er              | Union soviétique | 39,5 |
| 2e               | États-Unis       | 34,5 |
| 3e               | Hongrie          | 33,5 |
| 4e               | Yougoslavie      | 33,5 |
| 5e               | Argentine        | 30   |

La France est reversée en finale B et finit 26e de l'olympiade.

### Participants individuels
- Pour l'URSS : Petrossian, Spassky, Tal, Stein, Kortchnoï, Polougaïevski.
- Pour les États-Unis : Fischer, Byrne, Benko, Evans, Addison, Rossolimo.
- Pour la Hongrie : Portisch, Szabo, Bilek, Lengyel,Forintos, Barczay.
- Pour la France : Mazzoni, Boutteville, Ducic, Zinser, Huguet, Chiaramonti.

Tal, blessé dans un bar juste avant le début du tournoi, ne put démarrer qu'à la cinquième ronde. Il réalisa toutefois un score de 12 points sur 13 au 3e échiquier (+11 =2).